# Rhampholeon chapmanorum
Rhampholeon chapmanorum är en ödleart som beskrevs av  Colin Tilbury 1992. Rhampholeon chapmanorum ingår i släktet Rhampholeon och familjen kameleonter. Inga underarter finns listade i Catalogue of Life.